# Рома Кенга
Рома́н Никола́евич Орехо́вский (род. 15 мая 1980, Ейск, СССР), более известен под сценическим псевдонимом Ро́ма Ке́нга (стилизовано как Roma Kenga) — российский музыкант, автор-исполнитель и аранжировщик.

## Биография
Родился и вырос в курортном городе Ейске на юге России. Начал играть на пианино в 5 лет, после чего был направлен родителями в местную музыкальную школу. В музыкальной школе Рома был ярким учеником-пианистом. Принимал участие в различных конкурсах в городе Ейске.
В 17 лет стал студентом ростовского эстрадно-джазового колледжа, параллельно солируя в местных джазовых коллективах. Роман продолжил своё образование в Москве, где окончил эстрадно-джазовое отделение Российской академии музыки имени Гнесиных. Одновременно с этим Кенга продолжал творческую деятельность как музыкант, вокалист, аранжировщик, работая аранжировщиком в продюсерском центре Максима Фадеева, позже — у продюсера Евгения Фридлянда. Работал с исполнителями разнообразных стилей и жанров — от скандинавской группы Röyksopp до Александра Панайотова.

## Карьера

### 2008—11: Контракт с Universal, известность и благотворительность
В 2008 году музыканта обнаружил генеральный директор лейбла Universal Music Russia Дмитрий Коннов, предложив ему подписать контракт. В день рождения Романа, 15 мая, прошла вечеринка в московском заведении «Vodka Bar» по случаю подписания контракта. В начале лета 2008 года был снят первый видеоклип Романа на песню «Let Me Be Your Guide», премьера которого состоялась в социальной сети MySpace.
В конце августа того же года Кенга вместе с Юлией Рутберг принял участие в съёмках короткометражного фильма Марии Экслер «Там, где любовь». Кадры из этой картины позже стали частью одноимённого видеоклипа Романа, который был презентован в эфире телеканала RU.TV.
17 ноября 2008 года вышел дебютный студийный альбом музыканта, названный в честь успеха песни «Там, где любовь». По версии авторитетного музыкального портала Muz.ru, альбом был признан поп-альбомом года. Музыкальные критики, оценившие дебютный альбом музыканта, сошлись на том, что в то время Рома Кенга стал самым ярким представителем среди новых имён танцевального направления современной российской поп-музыки.
В 2009, на вечеринке по случаю проходящего в Москве конкурса «Евровидение», Рома исполнил кавер-версию хита «Summer Night City» культового шведского квартета ABBA. Новое звучание песни настолько было неординарным, что спустя несколько дней участники ABBA подарили права Роману на использование кавер-версии этой песни. На волне признания кавера был снят соответствующий видеоклип режиссёром Алексеем Тишкиным в Москве в клубе «Café Roset». По просьбе участников ABBA видео получилось очень откровенным и скандальным из-за чего в сети Интернет была презентована оригинальная нецензурная версия видео, а на телевидении — с ограничениями.
В октябре 2009 года продолжилось сотрудничество с Алексеем Тишкиным и в одном из павильонов фабрики «Красный Октябрь» был отснят видеоряд на дуэтную песню с актрисой Агнией Дитковските «Самолёты».
30 ноября 2009 состоялся релиз второго студийного альбома музыканта «Summer Night City». В его поддержку Рома отправился в гастрольный тур, открыв 14 декабря первым концертом в московском клубе «16 тонн».
В апреле 2010 года Рома стал обладателем ежегодной премии «Звуковая дорожка» в номинации «Прорыв года», а на премии «Бог эфира» его песня «Summer Night City» была названа «радиохитом среди исполнителей».
Вторая половина 2010 года ознаменовалась для Романа съёмками видеоклипов на песни «Высоко» и «Смотри в глаза». Все средства, собранные синглом «Смотри в глаза» были направлены в благотворительный фонд «Подари жизнь». Позже у музыканта родилась идея собрать значительно больше денег в помощь детям и выпустить одноимённый благотворительный сборник, в который были включены песни коллег Романа и его любимых артистов.
В декабре 2010 года Рома стал лауреатом премии «Серебряная фонограмма», учрежденной ВОИС.
14 марта 2011 года, благодаря усилиям российского и шведского отделений Universal, состоялся выпуск совместной работы Ромы и группы Gravitonas «Everybody Dance»..

### 2012—14: Цензурирование, борьба с ксенофобией
В феврале 2012 года вышел сингл «Ты будешь счастливой», а мае того же года был представлен соответствующий видеоклип. Из-за очень откровенных сексуальных сцен была представлена купированная версия видео.
В июне того же года состоялся релиз мини-альбома «Now or Never»; все средства от его продаж были перечислены в фонд по борьбе с любыми формами ксенофобии. Продвигать альбом Рома отправился в европейский концертный тур, посетив Италию, Швецию, Чехию, Амстердам, Бельгию, Финляндию, Израиль и Азербайджан.
Вернувшись на Родину, Рома стал участником скандала, причиной которого стал принятый Госдумой федеральный закон «О защите детей от информации, причиняющей вред их здоровью и развитию». Телеканал «Муз-ТВ» предупредил певца, чтобы во время своего выступления на концерте он не совершал поступательных движений телом, так как это может быть расценено, как призыв к сексу и насилию. Для обсуждения этого события Роман был приглашён в вечерний выпуск новостей телеканала «Дождь», а сюжеты на данную тему были показаны в эфире каналов «РЕН ТВ», «НТВ», «Москва 24». Тема широко обсуждалась также на радио «Эхо Москвы» и словосочетание «поступательные движения» стало именем нарицательным. В итоге Роман написал одноимённую песню и представил её в качестве сингла.
В октябре того же года на «Русском радио» Кенга презентовал сингл «Наш бой окончен», написанный Алексеем Романофым из группы Винтаж на стихи Александра Сахарова. Композиция явилась частью творческой сделки, которую прежде заключили между собой музыканты. Кенга же в ответ написал для группы Винтаж песню «Танцуй в последний раз», которая была презентована через пару дней после премьеры песни «Наш бой окончен».
24 февраля 2014 года вышел третий студийный альбом музыканта «On/Off», а на радио в поддержку альбома вышла песня «My Skin (Spreading Under)».

## Дискография

### Студийные альбомы
- «Там, где любовь» (2008)
- «Summer Night City» (2009)
- «On/Off» (2014)

### Другие альбомы
- «Смотри в глаза» (благотворительный сборник, 2010)
- «Now or Never» (EP, 2012)

## Видеография
| Год  | Клип                                        | Режиссёр            | Альбом              |
| ---- | ------------------------------------------- | ------------------- | ------------------- |
| 2008 | «Let Me Be Your Guide»                      | Мария Экслер        | «Там, где любовь»   |
| 2008 | «Там, где любовь»                           | Сергей Солодкий     | «Там, где любовь»   |
| 2009 | «Summer Night City»                         | Алексей Тишкин      | «Summer Night City» |
| 2009 | «Самолёты» (featuring Агния Дитковските)    | Алексей Тишкин      | «Summer Night City» |
| 2010 | «Высоко»                                    | Сергей Солодкий     | «Summer Night City» |
| 2010 | «Смотри в глаза»                            | Сергей Солодкий     | «Summer Night City» |
| 2011 | «Everybody Dance» (featuring Gravitonas)    | Константин Черепков | «On/Off»            |
| 2012 | «Ты будешь счастливой»                      | Сергей Солодкий     | «On/Off»            |
| 2012 | «Танцуй в последний раз» (featuring Винтаж) | Сергей Ткаченко     | «On/Off»            |

## Чарты
| Год                                           | Название                                 | Наивысшая позиция в чарте | Наивысшая позиция в чарте | Наивысшая позиция в чарте | Наивысшая позиция в чарте | Наивысшая позиция в чарте | Наивысшая позиция в чарте | Альбом              |
| Год                                           | Название                                 | СНГ                       | Россия                    | Москва                    | Украина                   | Киев                      | Годовой                   | Альбом              |
| --------------------------------------------- | ---------------------------------------- | ------------------------- | ------------------------- | ------------------------- | ------------------------- | ------------------------- | ------------------------- | ------------------- |
| 2008                                          | «Let Me Be Your Guide»                   | 59                        | —                         | 87                        | 466                       | 122                       | —                         | «Там, где любовь»   |
| 2008                                          | «Там, где любовь»                        | 19                        | —                         | 23                        | —                         | —                         | 139                       | «Там, где любовь»   |
| 2009                                          | «Новые моря»                             | 70                        | —                         | 102                       | —                         | 218                       | —                         | «Там, где любовь»   |
| 2009                                          | «Summer Night City»                      | 8                         | 97                        | 10                        | —                         | 262                       | 38                        | «Summer Night City» |
| 2009                                          | «Самолёты» (featuring Агния Дитковските) | 11                        | 166                       | 9                         | 199                       | 92                        | 158                       | «Summer Night City» |
| 2010                                          | «Высоко»                                 | 39                        | —                         | 32                        | —                         | —                         | 150                       | «Summer Night City» |
| 2010                                          | «Смотри в глаза»                         | 82                        | 94                        | 104                       | 307                       | —                         | —                         | «Summer Night City» |
| 2011                                          | «Everybody Dance» (featuring Gravitonas) | 37                        | 34                        | 32                        | 531                       | 236                       | 141                       | «On/Off»            |
| 2012                                          | «Ты будешь счастливой»                   | 45                        | 43                        | 39                        | 587                       | —                         | 189                       | «On/Off»            |
| 2012                                          | «Наш бой окончен»                        | 129                       | 239                       | —                         | 516                       | —                         | —                         | «On/Off»            |
| 2014                                          | «My Skin (Spreading Under)»              | 192                       | 777                       | —                         | 597                       | —                         | —                         | «On/Off»            |
| «—» означает, что сингл отсутствовал в чарте. |                                          |                           |                           |                           |                           |                           |                           |                     |